# Carlo Vidua
Carlo Vidua (Casale Monferrato, 28 de febrero de 1785 - Ambon, 25 de diciembre de 1830) fue un viajero, coleccionista y bibliófilo italiano.

## Biografía
Fue hijo de Pio Gerolamo Vidua, conde de Conzano, y de Marianna Gambera. En 1804 se trasladó a Turín para estudiar Derecho y dos años más tarde se unió a al círculo cultural Società dei Concordi.
Inició sus viajes en 1809, cuando visitó Niza, Provenza, Génova, Florencia y Roma. Permaneció en Sestri Levante, donde comenzó a escribir el breve ensayo Dello stato delle cognizioni in Italia, en Milán y Ginebra y en 1814 estuvo en París. En 1818, Vidua emprendió un largo viaje por el norte de Europa, pasando por Londres para llegar a Suecia y desde allí a Rusia. 

Interesado por Egipto, viajó desde Esmirna hasta  Alejandría, donde desembarcó a finales de 1819. Desde El Cairo, exploró Egipto de norte a sur, desde la desembocadura del Nilo hasta Nubia, transcribió varias inscripciones y reunió una pequeña colección de piezas antiguas, incluidas dos estelas nubias, que envió a Italia. Negoció la compra de la gran colección de antigüedades egipcias del cónsul francés Bernardino Drovetti, que constituye el núcleo fundamental del Museo Egipcio de Turín.

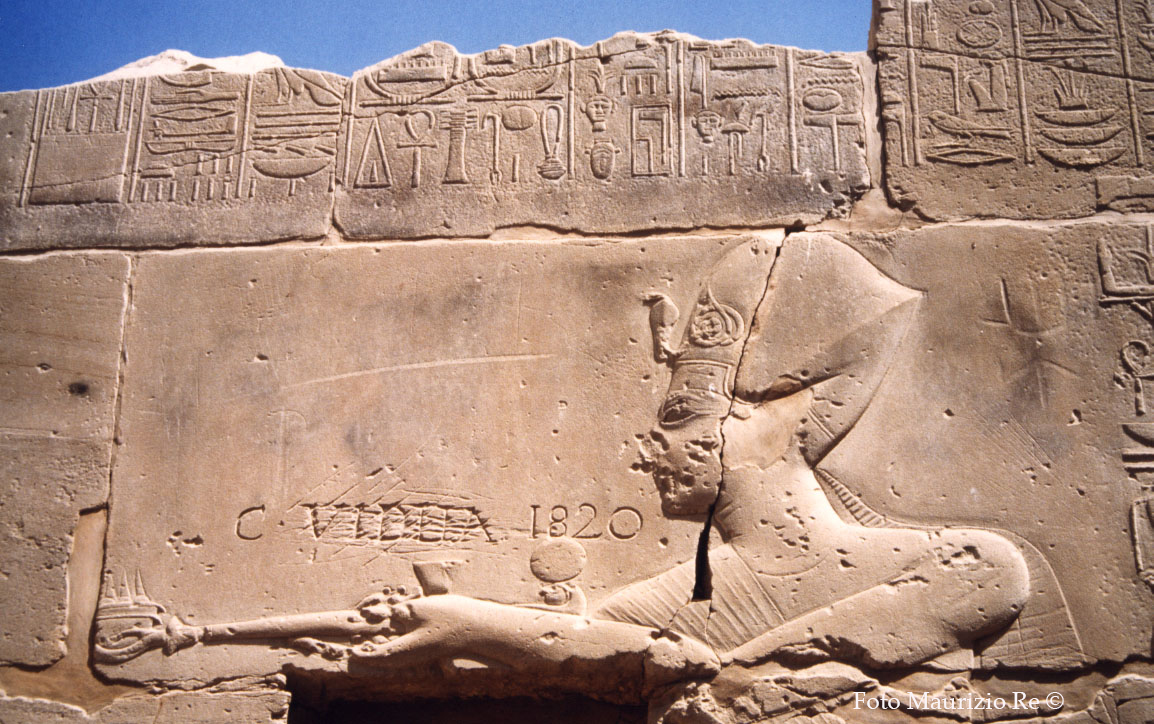
Inscripción de Carlo Vidua en el templo de Seti

En abril de 1825 viajó de Burdeos a Nueva York y visitó Filadelfia, Boston y Washington, conociendo a importantes figuras de la historia estadounidense como John Quincy Adams, James Madison, James Monroe, Thomas Jefferson y John Adams. Se interesó por las comunidades cuáqueras, recopilando información, periódicos y libros sobre ellas, colección que se conserva en la Academia de Ciencias de Turín.  Estuvo en Canadá, navegó por el Misisipi y llegó a México, donde permaneció un año.
Volvió a Europa pero enseguida de nuevo se embarcó, esta vez hacia la India. En noviembre de 1827 llegó a Calcuta, donde fue recibido por el gobernador británico Lord Amherst. Luego viajó hacia Singapur, recorrió la costa de China y Filipinas. Al año siguiente visitó Indonesia y Nueva Guinea. Quiso observar de cerca la solfatara de un volcán en la isla de Célebes, pero sufrió graves quemaduras por el lodo hirviendo y las heridas se gangrenaron. Vidua murió en diciembre de 1830 a bordo del barco que lo transportaba al puerto de Ambon, Indonesia. 